# Jegor Trapeznikov
Jegor Trapeznikov (rusky: Егор трапезников; * 29. května 1989 Kirov) je ruský reprezentant v ledolezení, mistr světa, vítěz světového poháru a vicemistr Evropy v ledolezení na rychlost.

## Výkony a ocenění

### Závodní výsledky
| Mistrovství světa | Mistrovství světa | Mistrovství světa | Mistrovství světa |
| Rok               | 2013              | 2015              | 2017              |
| ----------------- | ----------------- | ----------------- | ----------------- |
| Rychlost          | 1                 | 3                 | 7                 |

| Světový pohár       | Světový pohár | Světový pohár |
| Rok                 | 2013          | 2015          |
| ------------------- | ------------- | ------------- |
| Rychlost            | 1             | 3             |
| jednotlivě* (x/x/x) | 7,4,,6,       | ,,4,,16,      |

* poznámka: napravo jsou poslední závody v roce
| Mistrovství Evropy | Mistrovství Evropy |
| Rok                | 2016               |
| ------------------ | ------------------ |
| Rychlost           | 2                  |